# خوزه لوئیز زالی
خوزه لوئیز زالی (انگلیسی: José Luis Zelaye؛ زادهٔ ۱۷ دسامبر ۱۹۷۸) بازیکن فوتبال اهل آرژانتین است.
از باشگاه‌هایی که در آن بازی کرده‌است می‌توان به باشگاه اتلتیکو ایندپندینته و باشگاه فوتبال بانفیلد اشاره کرد.